# Медиабрендинг
Медиабрендинг — процесс продвижения бренда (торговой марки) через распространение медиаконтента в средствах массовой информации (СМИ), т. е. — телевидение, радио, печатные издания, Интернет.
К числу инструментов медиабрендинга относятся:
- Рекламные ролики
- Рекламные объявления
- Интернет-сайт компании, содержащиеся на нем анимированные ролики, презентации и т.д.